# Joachim Schwarz

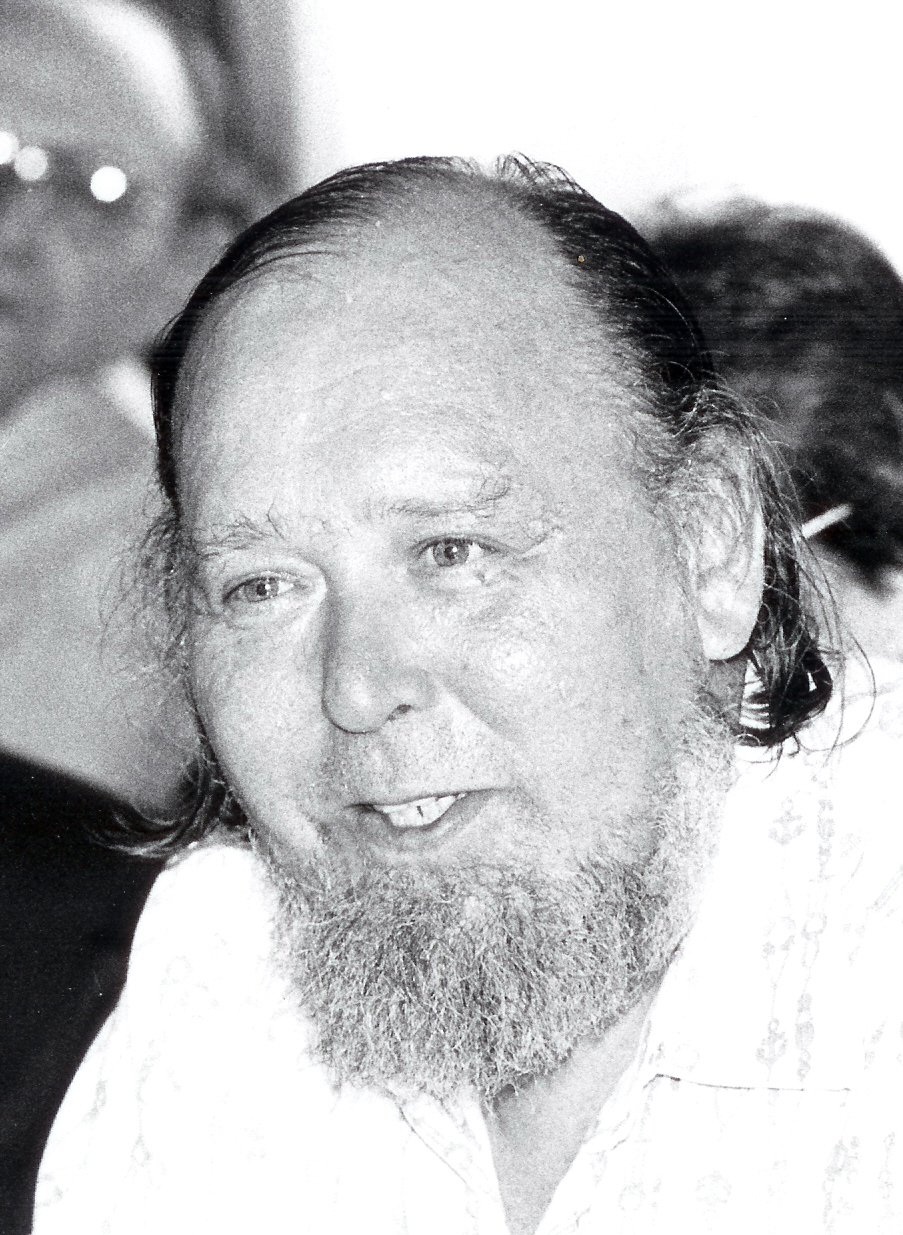
KMD Joachim Schwarz 1982

Joachim Schwarz (* 25. Januar 1930 in Stolp, Provinz Pommern; † 2. Oktober 1998 in Faßberg) war ein deutscher Diakon, Komponist, Kantor und Kirchenmusikdirektor.

## Leben und Werk
1950 legte er das Examen als Kantor und Organist an der Musikakademie Lübeck ab; 1951 folgte das Examen als Diakon in Rickling. Schwarz war Kantor und Organist im Schloss Glücksburg und an der Stiftskirche in Elmshorn. Neben dieser Tätigkeit studierte er an der Hochschule für Musik in Hamburg unter anderem bei Hans Friedrich Micheelsen und Otto Brodde. Von 1961 bis 1973 war er Landesjugendkantor am Koppelsberg in Schleswig-Holstein. 1972 wurde er zum Kirchenmusikdirektor (KMD) ernannt. Als Dozent war Schwarz von 1973 bis 1978 an der Fachschule Brüderhaus Rickling tätig sowie von 1978 bis 1993 in der Arbeitsstelle für Gottesdienst und Kirchenmusik der Evangelisch-Lutherischen Landeskirche Hannovers in Hannover (Abt. Aus- und Fortbildung der Kirchenmusiker). Auf ökumenischer Basis war er von 1992 bis 1998 in Hinterpommern (Polen) tätig.
Joachim oder Jochen Schwarz, wie er sich als Komponist und Herausgeber in der ersten Phase seines Schaffens nannte, gehörte zu den Protagonisten der Musikgattung Neues Geistliches Lied. 1963 übernahm er die Leitung des sogenannten Komponistenkreises der Arbeitsgemeinschaft Musik in der Ev. Jugend. Als Herausgeber der im Hänssler-Verlag erschienenen Reihe Bausteine für den Gottesdienst sorgte er für die Verbreitung von Chorversionen dieses Liedgutes. Als Vorsitzender der Arbeitsgemeinschaft Musik in der Ev. Jugend e.V. initiierten er und der katholische Hymnologe Johannes Aengenvoort eine überkonfessionelle Zusammenarbeit von Textautoren und Komponisten, die dazu führte, dass viele der neuen Lieder Eingang in die Gesangbücher der beiden großen Kirchen und der Freikirchen fanden. Kurz vor seinem Tod formierte er mit anderen 1997 die Textautoren- und Komponistengruppe TAKT neu.
Seit 1961 Veröffentlichung diverser Vertonungen neuer geistlicher Lieder in Gesangbüchern (unter anderem EG/EM), Beiheften, Dokumentationen, Liederbüchern, Chor- und Bandbearbeitungen unter anderem bei den Verlagen Strube-Verlag (München), Hänssler Verlag (Stuttgart), Singende Gemeinde (Wuppertal), dem Deutschen Evangelischen Kirchentag (DEKT) (Fulda), dem Carus-Verlag und dem Mechthild-Schwarz-Verlag. 1967 war er Herausgeber des Liederbuches (K)Notenpunkt Möseler-Verlag, 1972 vom Beiheft 83 zum Evangelischen Kirchengesangbuch EKG – Ausgabe Niedersachsen. Sein wohl bekanntestes Lied ist der Kanon Ausgang und Eingang, der in fast allen christlichen Gesangbüchern enthalten ist.
Schwarz war Mitglied der Christlichen Friedenskonferenz (CFK). Er nahm an ihrer I. Allchristlichen Friedensversammlung teil, die 1961 in Prag stattfand.

## Werke (Auswahl)
- Ausgang und Eingang (Kanon) (1962; EG 175)
- Er ist das Brot, er ist der Wein (1981; Text: Eckart Bücken EG 228)
- Es ward ein Kind geboren (1982; Text: Arnim Juhre, Carus-Verlag)
- Seht, welch ein Mensch (Kanon)(1986; Strube-Verlag)
- Komm Geist von Gott (1990; Text: Hartmut Handt, Strube-Verlag)
- Gottes Ruhetag (1987; Text: Kurt Rose, Strube-Verlag)